# Софія Торо
Софія Торо  (ісп. Sofia Toro Prieto; нар. 19 серпня 1990, Ла-Корунья, Іспанія) — іспанська яхтсменка, олімпійка.

## Виступи на Олімпіадах
| Олімпіада | Дисципліна       | Місце |
| --------- | ---------------- | ----- |
| 2012      | клас Елліотт 6 м | 1     |